# Băbească Neagră
Die Rotweinsorte Băbească Neagră ist eine autochthone Sorte aus Rumänien. Sie wird in Rumänien, Moldau und der Ukraine angebaut.

## Verbreitung
Weltanbaufläche 3.122 ha (Stand 2014).

## Ampelographische Sortenmerkmale
- Die Triebspitze ist offen. Sie ist nicht behaart und leicht glänzend.
- Die großen Blätter sind rundlich, fünflappig und nicht gebuchtet. Die Stielbucht ist U-förmig geformt. Das Blatt ist scharf gezähnt.
- Die Traube ist groß und lockerbeerig. Die rundlichen Beeren sind klein und von fast schwarzer Farbe.

Aus der Sorte ist die graubeerige Babeasca Grise mutiert. Sie wurde 1975 in Rumänien durch Mitarbeiter des Institut von Odobești entdeckt.

## Wein
Die ertragsstarke Sorte mit ihren großen Trauben erbringt fruchtige Rotweine, die vorrangig in der Gegend um Nicorești (Galați) in Rumänien gewonnen werden. 

## Synonyme
Aldarusa, Asil Kara, Babeasca, Babiasca Niagra, Babiaska Niagra, Bobiaska Niagra, Bobyaksa Nigra, Bobyaska Nyagra, Bobyaska Nyaqra, Caldarusa, Cerniy Redkiy, Chernyi Redkii, Chernyj Redkij, Chernyl Redkyl, Ciornai Redchii, Ciornii Redchii, Coldarusha, Copuiac, Cracana, Cracanata, Crecanat, Crecanate, Gara Serektsiya, Gara Serexia, Goldaroucha, Grossmuttertraube, Hexentraube, Kaouchanskii, Koldaroucha, Koldarusa, Koldarusha, Koldursha, Koptchak, Koptchakk, Krekanat, Krekanate, Loose Black Grape, Neagra Rara, Niagra Rara, Nyagra Rara, Poama Rara Neagra, Poma Rara Niagra, Poma Rara Nyagra, Qara Dereksiya, Racanata, Ramturata, Rara Neagra, Rara Negra Moldarsky, Rara Niagra, Rara Nyagra, Rara Nyaqra, Raraneagra, Raschirata, Rastoparca, Rastopirka, Rastopyrka, Rastrepa, Rastreppa, Rastriopa, Redkyi Chernyi, Rekhavo Grazdi, Rekhavo Grozdi, Rekhavo Grozdy, Rexavo Grozdi, Richkirate, Richkiriata, Riedkym, Rimpurate, Rimtsurate, Rimtzourate, Rindsourata, Rishki Rate, Rishky Rate, Riski Rate, Rossmuffertraube, Rostopiska, Rostopoveska, Rychkirate, Rymourate, Rympurate, Ryshkirate, Saesser, Sassep, Sasser, Serecsia, Serecsia Ciornaia, Serectia, Serectia Ciornaia, Serekcia Tcheurnaia, Sereksia, Sereksia Chornaya, Sereksiya, Sereksiya Chernaya, Sereksiya Tschiornaya, Serektsiya, Serescia, Serexia, Serexia Noir, Serexia Tcheurnaia, Sesser, Stropatai, Stropatny, Stropatnyj, Stropaty, Stropatyi, Tchernyi Redkii, Tcheurny Redky, Timofeevka, Totlear, Tsotler, Tsotlyar.